# Better Days EP
Die Better Days EP ist eine EP der Gitarristen Adrian Smith (Iron Maiden) und Richie Kotzen, die am 26. November 2021 veröffentlicht wurde.

## Hintergrund
Die beiden beteiligten Musiker stammen aus Großbritannien (Smith) und den USA (Kotzen). Smith lebt zeitweise in Kalifornien, Kotzen zählt dort zu seinen Nachbarn. Über die Jahre verbrachten die Musiker Zeit miteinander, trafen sich zum Essen, luden sich gegenseitig ein. Dabei zogen sie sich oft auch gemeinsam zu Jam-Sessions zurück. Aus der Freundschaft entwickelte sich die Idee, ein gemeinsames Album aufzunehmen, das die Musiker im März 2021 schließlich unter dem Titel Smith/Kotzen veröffentlichten.
Die für die EP verwendeten Lieder Hate And Love und Rise Again waren bereits im März 2020 auf den Turks- und Caicosinseln aufgenommen worden, während Better Days und Got A Hold On Me erst im April 2021 in Los Angeles entstanden und im The House-Studio aufgenommen wurden. Zur Entstehung des Liedes Better Days merkte Richie Kotzen an:

„Better Days schien sich nahezu von selbst zu schreiben. Es hat einen angenehmen Groove. Adrian brachte das Riff ein und wir dachten uns dann gemeinsam die Melodie für den Refrain aus, wobei sich so ziemlich die gleiche Arbeitsweise einstellte, die wir schon hatten, als wir das S/K-Album schrieben; wir warfen uns gegenseitig Ideen zu.“

Das Musikvideo zum Lied Better Days drehte Jeff Wolfe im Mates Studio in Los Angeles.
Die Abmischung für die EP übernahm Kevin Shirley. Die Veröffentlichung erfolgte am 26. November 2021, wobei die Schallplattenversion als „Black Friday Exclusive“ in limitierter Auflage (2500 Stück) angeboten wurde.

## Titelliste
| Nr.          | Titel            | Autor(en)                                 | Länge |
| ------------ | ---------------- | ----------------------------------------- | ----- |
| 1.           | Better Days      | Adrian Smith, Richie Kotzen               | 4:56  |
| 2.           | Got a Hold on Me | Adrian Smith, Richie Kotzen               | 4:17  |
| 3.           | Hate and Love    | Adrian Smith, Richie Kotzen               | 4:26  |
| 4.           | Rise Again       | Adrian Smith, Richie Kotzen, Mike Portnoy | 3:09  |
| Gesamtlänge: | Gesamtlänge:     | Gesamtlänge:                              | 16.48 |

## Rezeption
Die EP knüpfe „nahtlos an das Debüt an“, befand Dominik Rothe bei Metal.de. Das Musiker-Duo gehe „kein bisschen verkopft“ zur Sache; Hate And Love etwa wirke „vielmehr wie eine spontane Jameinlage, die sich auf ganz natürlich Weise zu einem Song“ entwickle. Die „abgefahrene[n] Gitarrenläufe“ von Rise Again spiegelten dagegen „die Jazz-Einflüsse Kotzens“ wider, dennoch bleibe „schnörkelloser, bluesbasierter Hard Rock die Quintessenz“ des Sounds. Die „Klasse des Songmaterials“ wecke den Wunsch, dass das Duo „mehr als vier neue Songs mit knapp über 16 Minuten Spielzeit“ abgeliefert hätte.